# Ženšen (rod)
Ženšen (Panax), též všehoj, je rod rostlin z čeledi aralkovité (Araliaceae). Jako "ženšen" se někdy v obecné češtině označují i rostliny jiných rodů (viz heslo ženšen). Nejznámějším druhem rodu Panax je patrně ženšen pravý (Panax ginseng).

## Zástupci
Dle současného stavu znalostí se úplný výčet druhů tohoto rodu velmi blíží následujícímu seznamu:
- Panax bipinnatifidus - ženšen dvojpeřenodílný
- Panax omeiensis
- Panax wangianus
- Panax zingiberensis
- Panax major
- Panax ginseng - ženšen pravý
- Panax japonicus - ženšen japonský
- Panax quinquefolius - ženšen americký
- Panax sinensis - ženšen čínský
- Panax notoginseng - ženšen notoginseng
- Panax stipuleanatus
- Panax pseudoginseng - ženšen nepravý
- Panax trifolius - ženšen trojlistý